# Klasyfikator (językoznawstwo)
Klasyfikator (ang. classifier, counting suffix) – morfem, słowo lub sufiks pośredniczące pomiędzy liczebnikiem a wyrazem określanym. Konstrukcja taka wygląda następująco:
- liczebnik dotyczy bezpośrednio klasyfikatora
- grupa liczebnik + klasyfikator dotyczy wyrazu określanego

Klasyfikatory występują w wielu językach. W angielskim i polskim istnieje klasa „rzeczowników niepoliczalnych”, łącząca się z różnymi klasyfikatorami. W polskim klasyfikatory są przeważnie opcjonalne. Po polsku można powiedzieć „jedno masło” czy „dwa piwa”.
Przykładowa konstrukcja: five (5) bottles (rzeczownik butelki w funkcji klasyfikatora) of (morfem łączący) beer (piwo)
Użycie odpowiedniego klasyfikatora (sufiksu klasyfikującego) jest dość trudne, gdyż jest zależne od typu, przeznaczenia czy kształtu rzeczy liczonej, jak np. w języku japońskim (助数詞 josuushi), gdzie istnieje kilkadziesiąt klasyfikatorów. Niektóre z nich to:
- -nin (人) – ludzie
- -hiki (匹) – małe zwierzęta
- -ko (個) – drobne przedmioty, np. cukierki
- -tō (頭) – duże zwierzęta
- -wa (羽) – ptaki
- -satsu (冊) – książki, magazyny ilustrowane, gazety
- -hon (本) – długie i wąskie przedmioty, może to być szkolna linijka ale również pociąg
- -do (度) – wystąpienia (odpowiednik polskiego licznika „raz” w: 1 raz, 2 razy, ile razy)
- -kai (回) – powtórzenia
- -hai (杯) – szklanki, filiżanki, naczynia z zawartością płynu
- -mai (枚) – płaskie, cienkie przedmioty
- -dai (台) – pojazdy
- -tsu (つ) – wszystko poza ludźmi i zwierzętami; spełnia rolę klasyfikatora uniwersalnego

Przykładowa konstrukcja: Nihonjin wa go-nin → „pięciu Japończyków”  → go (5) nin (klasyfikator ludzi), Nihonjin (Japończyk), wa (jeśli chodzi o...). W dosłownym przekładzie: "jeśli chodzi o Japończyków, to jest ich pięciu". 
W językach posiadających bogaty zakres klasyfikatorów, niektóre można stosować w danym kontekście wymiennie (np. japońskiego -do można używać zamiast -kai), nie są to podziały tak sztywne, jak w przypadku rodzajów gramatycznych.
W języku chińskim klasyfikator jest obowiązkowym elementem pojawiającym się między liczebnikiem a rzeczownikiem. Przypisanie klasyfikatorów do kategorii (czasami wcale nieoczywistych) jest w chińszczyźnie sztywne.